# Apsorpcijski koeficijent
Apsorpcijski koeficijent, koeficijent apsorpcije, upojnost ili apsorbancija (oznaka α) je radiometrijska fizikalna veličina koja opisuje svojstvo optičkoga sredstva da apsorbira elektromagnetske valove. Apsorpcijski koeficijent je omjer apsorbiranoga Φa i upadnoga Φu toka zračenja: 
{\displaystyle \alpha ={\frac {\Phi _{a}}{\Phi _{u}}}}
Zbog toga međudjelovanja jakost izlaznoga zračenja Ii manja je od jakosti upadnoga zračenja Iu, ovisno o apsorpcijskome koeficijentu α i debljini sloja L optičkoga sredstva (optička debljina): 
{\displaystyle I_{i}=I_{u}\cdot e^{-\,\alpha \cdot L}}
Mjerna je jedinica apsorpcijskoga koeficijenta je broj jedan.

## Apsorbiranje Sunčeva zračenja u atmosferi
Svaki plin selektivno apsorbira elektromagnetsko zračenje, i to s obzirom na valnu duljinu λ. Također svaki plin ima konstantan koeficijent apsorpcije, koji ovisi o valnoj duljini zračenja i o stanju plina. Energiju zračenja apsorbiraju molekule plina, pretvarajući je u neki drugi oblik energije, pa zato apsorbirana energija zračenja ovisi o gustoći plina, te o debljini sloja plina kroz koji zračenje prolazi. 
Za monokromatsko zračenje odnos je jakosti (intenziteta) zračenja Iλs nakon prolaza kroz sloj zraka masenog koeficijenta apsorpcije αλm, debljine s, gustoće ρ(s), i jakosti upadnog zračenja Iλ0 opisan Lambert-Beer-Bougertovim zakonom:
{\displaystyle I_{\lambda s}=I_{\lambda 0}\cdot e^{-\,\alpha _{\lambda m}\cdot \int _{0}^{s}\rho \cdot \,\mathrm {d} s}}
Eksponent {\displaystyle \tau _{i}={-\,\alpha _{\lambda m}\cdot \int _{0}^{s}\rho \cdot \,\mathrm {d} s}} zove se optička debljina atmosfere. Ona je ovisna o položaju Sunca, najmanja je za Sunce u zenitu, a najveća za Sunce na obzoru (horizontu). 
Masa zapaženog stupca zraka s osnovicom površine (ploštine) A jest:
{\displaystyle M=A\cdot \int _{0}^{s}\rho \cdot \,\mathrm {d} s}
Omjer te mase m za neki položaj Sunca M i za Sunce u zenitu M0 zove se optička masa atmosfere:
{\displaystyle m={\frac {M}{M_{0}}}}
Ovisnost optičke mase atmosfere o kutnoj visini Sunca navedena je u tablici:
| Kutna visina Sunca | Optička masa atmosfere |
| ------------------ | ---------------------- |
| 90°                | 1,00                   |
| 70°                | 1,06                   |
| 50°                | 1,30                   |
| 40°                | 1,55                   |
| 30°                | 2,00                   |
| 20°                | 2,90                   |
| 10°                | 5,60                   |
| 5°                 | 10,40                  |
| 0°                 | 35,40                  |

Za različite kutne visine Sunca prikazane su u tablici pripadne vrijednosti optičke mase atmosfere. Vidi se da pri položaju Sunca na obzoru (horizontu) Sunčevo zračenje prolazi kroz 35,4 puta veću masu stupca zraka nego kad je Sunce u zenitu. To je razlog da u jutarnjim satima, nakon izlaska Sunca, Sunčevo ozračenje na površini Zemlje naglo raste, a u večernjim satima, pred zalazak Sunca naglo pada.
Atmosfera se neposredno ne zagrijava time što molekule zraka apsorbiraju Sunčevo elektromagnetsko zračenje. Apsorbirana energija zračenja očituje se u raznim fotokemijskim, fotoelektričnim i drugim molekularnim procesima, pa tako, na primjer, u velikim visinama apsorpcijom ultraljubičastog zračenja nastaje ozon. U troposferi, uz vodenu paru, i ugljikov dioksid apsorbira infracrveno zračenje, a Sunčevo zračenje apsorbiraju i primjese u atmosferi (prašina) i kapljice oblaka i magle.